# فيليب إتيان
فيليب إتيان (بالفرنسية: Philippe Étienne)‏ هو دبلوماسي ومدرس فرنسي، ولد في 24 ديسمبر 1955 في نويي-سور-سين في فرنسا.